# Ростр (ніс корабля)

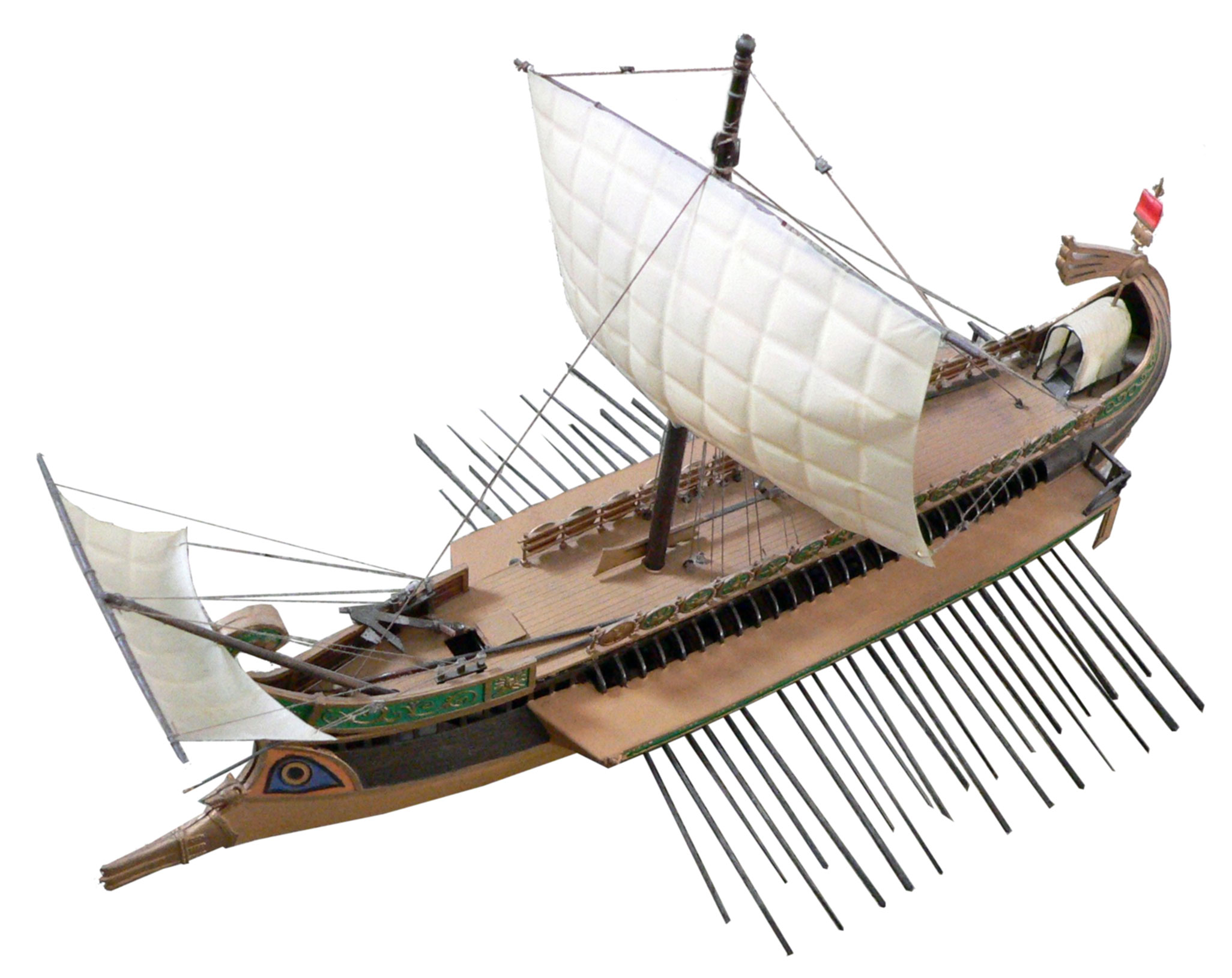
Модель давньоримської триреми з ростром і проемболосом у вигляді вовчої голови.

Ростр (лат. rostrum, дав.-гр. έμβολος, «е́мболос») — таран античного судна. Мав вигляд колоди попереду носа приблизно на рівні ватерлінії, з бронзовим або залізним наконечником. Останній міг бути загостреним чи зображати голову будь-якої тварини. Від цього знаряддя назва «ростр» перейшла до всієї носової частини корабля, яка в античному мистецтві нерідко служила мотивом орнаментації.
Вище ростра-емболоса розміщався ще один, менший таран — проемболос (προέμβολος), який запобігав надмірному входженню тарана в корпус ворожого судна, що могло бути небезпечним для атакуючого.
Особливо часто подоби корабельних носів або рострів вживалися для прикрашання колон, споруджуваних в пам'ять важливих морських перемог. Подібним колонам присвоєно назву ростральних (лат. columnae rostratae). У колоні цього роду ростри прилаштовувалися до фуста і виступали з нього з двох сторін, в три або більше рядів, розташованих один над одним. У Стародавньому Римі рострами ворожих кораблів прикрашена Ростра — ораторська трибуна на Форумі.
В архітектурі Нового часу прикладом таких споруд є Ростральні колони в С.-Петербурзі — два стовпи перед будівлею Біржі, що являють собою наслідування стародавніх пам'ятників і виконували в XIX столітті роль навігаційних маяків.